# Ballyhoo (magazine)
Pour les articles homonymes, voir Ballyhoo.
Ballyhoo (« Battage [médiatique] » en anglais) est un magazine humoristique publié par Dell, créé par George T. Delacorte Jr. et édité par Norman Anthony (ancien éditeur de Life et Judge), actif entre 1931 et 1939. L'éditeur Bill Yates entreprit diverses tentatives de le réactiver après la Seconde Guerre mondiale, entre 1948 et 1954.